# La libreta rosa tour
La Libreta Rosa Tour (estilizado como la libreta rosa tour) es la primera gira de conciertos de la cantante española Chiara Oliver. La gira comenzó el 21 de septiembre de 2024 en Menorca y finalizará el 17 de octubre de 2025 en Arroyo de la Encomienda. La gira está destinada a promocionar su primer EP, La libreta rosa, y fue anunciada inicialmente con 12 fechas en toda España entre septiembre y noviembre de 2024. Posteriormente, se amplió con una segunda tanda de fechas entre febrero y octubre de 2025. En total, La libreta rosa tour incluye 44 conciertos, entre ellos dos en México, dos en Argentina y otro en Chile.

## Antecedentes
Tan solo unos meses después de su participación en Operación Triunfo 2023, Chiara Oliver lanzó su EP debut titulado La libreta rosa, inspirado en el cuaderno personal donde escribía sus experiencias, pensamientos y emociones, y que posteriormente dio origen a varias de sus canciones. Este EP también da nombre a su primera gira nacional, con la que ha recorrido diversas ciudades de España.
Antes del inicio de La libreta rosa tour, Chiara Oliver actuó en seis localidades españolas entre el 15 y el 21 de julio de 2024 como parte del festival Los40 Summer Live. Además, participó en el festival Coca-Cola Music Experience en septiembre de 2024.
A principios de 2025, publicó su segundo EP, La última página, concebido como una continuación y cierre de la etapa iniciada con La libreta rosa. La segunda parte de la libreta rosa tour incorpora canciones de ambos trabajos discográficos.

## Repertorio
Durante la primera parte de La libreta rosa tour, Chiara Oliver interpretó las canciones de su primer EP, La libreta rosa, además de dos temas inéditos («Tulipanes» y «Tictac»), varios versiones y algunas canciones de su paso por OT 2023. La siguiente lista representa el repertorio interpretado durante el primer concierto de la gira (no corresponde necesariamente al de todos los conciertos).
1. «Intro»
2. «La invitada»
3. «3 de febrero»
4. «Cada vez»
5. «Sweet Child o' Mine / Guitar Boy»
6. «Tulipanes»
7. «El parque»
8. «Jolene»
9. «About time»
10. «Sa balada d'en Lucas»
11. «G3 N15»
12. «Almost Is Never Enough»
13. «Tictac»
14. «Casual»
15. «Over the Rainbow»
16. «Ronda de más»
17. «Todas las versiones de mí»
18. «Mala costumbre»

En la segunda parte de la gira, La libreta rosa tour incorporó canciones tanto de La libreta rosa como de su segundo EP, La última página. La siguiente lista representa el repertorio habitual durante esta segunda fase (en algunos conciertos se incluyeron versiones adicionales).
1. «Laroja» (intro)
2. «La invitada»
3. «El parque»
4. «Cada vez»
5. «Sweet Child o' Mine / Guitar Boy»
6. «Tulipanes»
7. «All I Ask»
8. «About time»
9. «Todas las versiones de mí»
10. «Ronda de más»
11. «Otro día»
12. «Tictac»
13. «3 de febrero»
14. «Cómo aprender a volar»
15. «Bucle»
16. «Blabla»
17. «Mala costumbre»

## Invitados especiales
Durante la gira, Chiara Oliver contó con la participación de diversos artistas invitados en conciertos específicos:
- En el segundo concierto de Menorca, así como en los de Granada y el segundo de Madrid, Violeta Hódar se unió a Chiara para interpretar su colaboración «El parque».[12][13]
- En el primer concierto de Madrid, interpretó «Zombie» con Ruslana.[14]
- En ese mismo concierto, cantó «Almost Is Never Enough» junto a su hermana menor, Jasmine.[14]
- En Torremolinos, compartió escenario con Denna para interpretar «Vivir así es morir de amor» con motivo del Día Internacional de la Mujer.
- En el segundo concierto de Barcelona, The Tyets se unieron a Chiara para cantar su colaboración «Fa Dies».[15]
- En el concierto de La Riviera en Madrid, Pablo López apareció como invitado para interpretar al piano «Tulipanes» junto a Chiara.[13]

## Recepción crítica
La gira recibió una acogida positiva tanto por parte del público como de la prensa especializada. Medios como Los 40 destacaron la energía de Chiara Oliver en sus primeros conciertos y la respuesta entusiasta del público ante los nuevos temas como «Tulipanes» y «Tictac».
En conciertos como los de Madrid, Granada y Barcelona, los medios resaltaron la cercanía con el público, las colaboraciones especiales y la capacidad vocal de la artista.

## Fechas
| Fecha                    | Ciudad                  | País                 | Recinto                                   | Nota                 | Ref.                 |
| Primera etapa (2024)     | Primera etapa (2024)    | Primera etapa (2024) | Primera etapa (2024)                      | Primera etapa (2024) | Primera etapa (2024) |
| ------------------------ | ----------------------- | -------------------- | ----------------------------------------- | -------------------- | -------------------- |
| 21 de septiembre de 2024 | Menorca                 | España               | Teatre des Born                           | –                    |                      |
| 22 de septiembre de 2024 | Menorca                 | España               | Teatre des Born                           | –                    |                      |
| 4 de octubre de 2024     | Murcia                  | España               | Sala R.E.M.                               | –                    |                      |
| 5 de octubre de 2024     | Valencia                | España               | Jerusalem                                 | –                    |                      |
| 11 de octubre de 2024    | Bilbao                  | España               | Santana 27                                | –                    |                      |
| 20 de octubre de 2024    | Madrid                  | España               | Sala El Sol                               | –                    |                      |
| 25 de octubre de 2024    | Oviedo                  | España               | Tribeca Live                              | –                    |                      |
| 3 de noviembre de 2024   | Vigo                    | España               | La Fábrica de Chocolate                   | –                    |                      |
| 9 de noviembre de 2024   | Zaragoza                | España               | Sala López                                | –                    |                      |
| 13 de noviembre de 2024  | Barcelona               | España               | Razzmatazz 2                              | –                    |                      |
| 22 de noviembre de 2024  | Sevilla                 | España               | Malandar                                  | –                    |                      |
| 23 de noviembre de 2024  | Granada                 | España               | Aliatar                                   | –                    |                      |
| Segunda etapa (2025)     |                         |                      |                                           |                      |                      |
| 14 de febrero de 2025    | Badajoz                 | España               | Palacio de Congresos                      | –                    |                      |
| 15 de febrero de 2025    | Valladolid              | España               | Sala Blanca (LAVA)                        | –                    |                      |
| 21 de febrero de 2025    | La Coruña               | España               | Sala Pelícano                             | –                    |                      |
| 1 de marzo de 2025       | Logroño                 | España               | The Hangar                                | –                    |                      |
| 7 de marzo de 2025       | Sevilla                 | España               | Custom                                    | –                    |                      |
| 8 de marzo de 2025       | Torremolinos            | España               | Auditorio Municipal Príncipe de Asturias  | –                    |                      |
| 12 de marzo de 2025      | Barcelona               | España               | Razzmatazz 1                              | –                    |                      |
| 13 de marzo de 2025      | Valencia                | España               | Moon                                      | –                    |                      |
| 15 de marzo de 2025      | Zaragoza                | España               | Sala Oasis                                | –                    |                      |
| 17 de marzo de 2025      | Madrid                  | España               | La Riviera                                | –                    |                      |
| 20 de marzo de 2025      | Santiago de Compostela  | España               | Sala Capitol                              | –                    |                      |
| 22 de marzo de 2025      | Palma de Mallorca       | España               | Trui Teatre                               | –                    |                      |
| 28 de marzo de 2025      | El Ejido                | España               | Auditorio Municipal                       | –                    |                      |
| 29 de marzo de 2025      | Albacete                | España               | Auditorio                                 | –                    |                      |
| 4 de abril de 2025       | Alicante                | España               | The One                                   | –                    |                      |
| 26 de abril de 2025      | La Línea                | España               | Palacio de Congresos                      | –                    |                      |
| 2 de mayo de 2025        | Calafell                | España               | Calafell Festival Weekend                 | Festival             |                      |
| 9 de mayo de 2025        | Bilbao                  | España               | Santana 27                                | –                    |                      |
| 14 de mayo de 2025       | Ciudad de México        | México               | Tonal                                     | Primer horario       | [ 4 ]                |
| 14 de mayo de 2025       | Ciudad de México        | México               | Tonal                                     | Segundo horario      | [ 4 ]                |
| 1 de junio de 2025       | Madrid                  | España               | Universal Music Festival (Teatro Albéniz) | Festival             | [ 19 ]               |
| 14 de junio de 2025      | Toledo                  | España               | Corazonadas (La Peraleda)                 | Festival             | [ 20 ]               |
| 27 de junio de 2025      | Murcia                  | España               | Sala R.E.M.                               | –                    |                      |
| 5 de julio de 2025       | Barcelona               | España               | Les Nits de Barcelona                     | Festival             |                      |
| 13 de julio de 2025      | Chiclana de la Frontera | España               | Concert Music Festival                    | Festival             |                      |
| 17 de julio de 2025      | Valencia                | España               | Jardines de Viveros                       | Festival             |                      |
| 22 de agosto de 2025     | Santiago de Chile       | Chile                | Sala Metrónomo                            | –                    | [ 6 ]                |
| 23 de agosto de 2025     | Buenos Aires            | Argentina            | La Trastienda                             | –                    | [ 5 ]                |
| 24 de agosto de 2025     | Buenos Aires            | Argentina            | La Trastienda                             | –                    | [ 21 ]               |
| 21 de septiembre de 2025 | Oviedo                  | España               | Corazonadas (La Eria)                     | Festival             | [ 22 ]               |
| 14 de octubre de 2025    | Córdoba                 | España               | Teatro La Axerquía                        | –                    | [ 23 ]               |
| 17 de octubre de 2025    | Arroyo de la Encomienda | España               | Arroyo Esfera                             | –                    |                      |

## Fechas canceladas
| Fecha               | Ciudad  | País   | Recinto                     | Nota      | Ref.   |
| ------------------- | ------- | ------ | --------------------------- | --------- | ------ |
| 1 de agosto de 2025 | Segovia | España | Noches Mágicas de La Granja | Festival  | [ 24 ] |
| 1 de agosto de 2025 | Segovia | España | Noches Mágicas de La Granja | Cancelado | [ 25 ] |
| 3 de agosto de 2025 | Menorca | España | Menorca Music Festival      | Festival  | [ 26 ] |
| 3 de agosto de 2025 | Menorca | España | Menorca Music Festival      | Cancelado | [ 27 ] |

En el marco de su gira La libreta rosa tour, caracterizada por varios conciertos con entradas agotadas, Chiara Oliver canceló dos fechas previstas, entre ellas la del 3 de agosto en el Menorca Music Festival. Según un comunicado emitido por su agencia de representación, GTS Management, la cancelación se debió al «incumplimiento de las condiciones esenciales del contrato», en particular al «impago de la remuneración acordada» por parte del promotor. Por su parte, la organización del festival atribuyó la cancelación a una «falta de venta de entradas».
Como respuesta al imprevisto, la artista ofreció un concierto alternativo gratuito en guitarra y voz para el mismo día en el bar-restaurante Blancala, al que asistieron más de 200 personas. El recital, de carácter íntimo y con una duración aproximada de una hora y media, incluyó un repertorio variado compuesto por versiones de clásicos, canciones interpretadas durante su paso por Operación Triunfo y sus sencillos más recientes La iniciativa fue aclamada por el público, que valoró positivamente la proximidad y rapidez de reacción de la cantante.